# ماتيو غامبا
ماتيو غامبا (بالإيطالية: Matteo Gamba)‏ مواليد 19 أكتوبر 1979، هو سائق راليات إيطالي. بدأ مسيرته في سنة 2014. كان أول رالي له هو رالي مونت كارلو 2014. شارك في بطولة العالم للراليات.